# Marcellite Garner
Edna Marcellite Garner (Redlands, 3 luglio 1910 – Grass Valley, 26 luglio 1993) è stata una doppiatrice statunitense, nota per essere stata la voce originale del personaggio di Minni dal 1930 al 1941.

## Doppiaggio
- Topolino vince il bandito (The Cactus Kid) (1930)
- Topolino pompiere (1930)
- Topolino ballerino (The Shindig) (1930)
- Topolino e il gorilla (The Gorilla Mystery) (1930)
- Il picnic di Topolino (1930)
- Pioneer Days (1930)
- Il compleanno di Topolino (1931)
- Topolino autista (Traffic Troubles) (1931)
- Il sabato inglese di Topolino (The Delivery Boy) (1931)
- Topolino in visita (1931)
- Rhythm e blues (1931)
- Topolino impresario di radiofonia (The Barnyard Broadcast) (1931)
- Topolino salta il pranzo (The Beach Party) (1931)
- Mickey Cuts Up (1931)
- Gli orfani di Topolino (Mickey's Orphans) (1931)
- The Grocery Boy (1932)
- Topolino campione olimpionico (Barnyard Olympics) (1932)
- La rivista di Topolino (1932)
- Musical Farmer (1932)
- Topolino in Arabia (Mickey in Arabia) (1932)
- L'incubo di Topolino (1932)
- The Whoopee Party (1932)
- Il ragazzo del Klondike (1932)
- Canarino impertinente (The Wayward Canary) (1932)
- Topolino costruttore (1933)
- Pluto, l'amico di Topolino (Mickey's Pal Pluto) (1933)
- La capanna di zio Tom (Mickey's Mellerdrammer) (1933)
- Topolino menestrello (1933)
- Briganti del cielo (The Mail Pilot) (1933)
- Topolino e il pugile meccanico (1933)
- Serata di gala a Hollywood (1933)
- Il primo amore (1933)
- Concorso ippico (The Steeple Chase) (1933)
- Kong-King (The Pet Store) (1933)
- Topolino nel paese dei giganti (1933)
- Topolino e i pirati (Shanghaied) (1934)
- Topolino in vacanza (Camping Out) (1934)
- Mickey's Steam Roller (1934)
- Topolino nel Far West (1934)
- Pattinaggio (1935)
- Il rivale di Topolino (1936)
- Il circo di Topolino (1936)
- Melodie hawayane (1937)
- Costruttori di barche (1938)
- L'eroico ammazzasette (1938)
- Festa a sorpresa per Topolino (1939)